# 9e étape du Tour d'Italie 2016
Pour un article plus général, voir Tour d'Italie 2016.
La 9e étape du Tour d'Italie 2016 se déroule le dimanche 15 mai 2016, entre Radda in Chianti et Greve in Chianti sur une distance de 40,4 km.

## Parcours
Cette étape se déroule sous la forme d'un contre la montre individuel. Le parcours est plat.

## Résultats

### Classement de l'étape
| Classement de l'étape | Classement de l'étape | Classement de l'étape | Classement de l'étape | Classement de l'étape |
|                       | Coureur               | Pays                  | Équipe                | Temps                 |
| --------------------- | --------------------- | --------------------- | --------------------- | --------------------- |
| 1er                   | Primož Roglič         | Slovénie              | Lotto NL-Jumbo        | en 51 min 45 s        |
| 2e                    | Matthias Brändle      | Autriche              | IAM                   | + 10 s                |
| 3e                    | Vegard Stake Laengen  | Norvège               | IAM                   | + 17 s                |
| 4e                    | Fabian Cancellara     | Suisse                | Trek-Segafredo        | + 28 s                |
| 5e                    | Anton Vorobyev        | Russie                | Katusha               | + 30 s                |
| 6e                    | Bob Jungels           | Luxembourg            | Etixx-Quick Step      | + 45 s                |
| 7e                    | Stefan Küng           | Suisse                | BMC Racing            | + 58 s                |
| 8e                    | Jos van Emden         | Pays-Bas              | Lotto NL-Jumbo        | + 1 min 8 s           |
| 9e                    | Maarten Tjallingii    | Pays-Bas              | Lotto NL-Jumbo        | + 1 min 16 s          |
| 10e                   | Andrey Amador         | Costa Rica            | Movistar              | + 1 min 19 s          |
| modifier              |                       |                       |                       |                       |

### Classements intermédiaires
| Classement à Castellina in Chianti (km 11,6) | Classement à Castellina in Chianti (km 11,6) | Classement à Castellina in Chianti (km 11,6) | Classement à Castellina in Chianti (km 11,6) | Classement à Castellina in Chianti (km 11,6) |
|                                              | Coureur                                      | Pays                                         | Équipe                                       | Temps                                        |
| -------------------------------------------- | -------------------------------------------- | -------------------------------------------- | -------------------------------------------- | -------------------------------------------- |
| 1er                                          | Andrey Amador                                | Costa Rica                                   | Movistar                                     | en 15 min 16 s                               |
| 2e                                           | Vegard Stake Laengen                         | Norvège                                      | IAM                                          | + 6 s                                        |
| 3e                                           | Bob Jungels                                  | Luxembourg                                   | Etixx-Quick Step                             | + 7 s                                        |
| modifier                                     |                                              |                                              |                                              |                                              |

| Classement à Madonna di Pietracupa (km 22,3) | Classement à Madonna di Pietracupa (km 22,3) | Classement à Madonna di Pietracupa (km 22,3) | Classement à Madonna di Pietracupa (km 22,3) | Classement à Madonna di Pietracupa (km 22,3) |
|                                              | Coureur                                      | Pays                                         | Équipe                                       | Temps                                        |
| -------------------------------------------- | -------------------------------------------- | -------------------------------------------- | -------------------------------------------- | -------------------------------------------- |
| 1er                                          | Matthias Brändle                             | Autriche                                     | IAM                                          | en 27 min 44 s                               |
| 2e                                           | Primož Roglič                                | Slovénie                                     | Lotto NL-Jumbo                               | + 14 s                                       |
| 3e                                           | Anton Vorobyev                               | Russie                                       | Katusha                                      | + 15 s                                       |
| modifier                                     |                                              |                                              |                                              |                                              |

| \| Classement à Panzano in Chianti (km 33,7) \| Classement à Panzano in Chianti (km 33,7) \| Classement à Panzano in Chianti (km 33,7) \| Classement à Panzano in Chianti (km 33,7) \| Classement à Panzano in Chianti (km 33,7) \| \| \| Coureur \| Pays \| Équipe \| Temps \| \| ----------------------------------------- \| ----------------------------------------- \| ----------------------------------------- \| ----------------------------------------- \| ----------------------------------------- \| \| 1er \| Primož Roglič \| Slovénie \| Lotto NL-Jumbo \| en 45 min 29 s \| \| 2e \| Vegard Stake Laengen \| Norvège \| IAM \| + 5 s \| \| 3e \| Matthias Brändle \| Autriche \| IAM \| + 7 s \| \| modifier \| \| \| \| \| |                      |          |                |                |
| Classement à Panzano in Chianti (km 33,7) |                      |          |                |                |
| | Coureur              | Pays     | Équipe         | Temps          |
| 1er | Primož Roglič        | Slovénie | Lotto NL-Jumbo | en 45 min 29 s |
| 2e | Vegard Stake Laengen | Norvège  | IAM            | + 5 s          |
| 3e | Matthias Brändle     | Autriche | IAM            | + 7 s          |
| modifier |                      |          |                |                |

### Points attribués
| - Arrivée de Greve in Chianti (km 40,5) \| \| Cycliste \| Nat \| Équipe \| Points \| \| -- \| -------------------- \| ---------- \| ---------------- \| ------ \| \| 1 \| Primož Roglič \| Slovénie \| Lotto NL-Jumbo \| 15 \| \| 2 \| Matthias Brändle \| Autriche \| IAM \| 12 \| \| 3 \| Vegard Stake Laengen \| Norvège \| IAM \| 9 \| \| 4 \| Fabian Cancellara \| Suisse \| Trek-Segafredo \| 7 \| \| 5 \| Anton Vorobyev \| Russie \| Katusha \| 6 \| \| 6 \| Bob Jungels \| Luxembourg \| Etixx-Quick Step \| 5 \| \| 7 \| Stefan Küng \| Suisse \| BMC Racing \| 4 \| \| 8 \| Jos van Emden \| Pays-Bas \| Lotto NL-Jumbo \| 3 \| \| 9 \| Maarten Tjallingii \| Pays-Bas \| Lotto NL-Jumbo \| 2 \| \| 10 \| Andrey Amador \| Costa Rica \| Movistar \| 1 \| |                      |            |                  |        |
| | Cycliste             | Nat        | Équipe           | Points |
| 1 | Primož Roglič        | Slovénie   | Lotto NL-Jumbo   | 15     |
| 2 | Matthias Brändle     | Autriche   | IAM              | 12     |
| 3 | Vegard Stake Laengen | Norvège    | IAM              | 9      |
| 4 | Fabian Cancellara    | Suisse     | Trek-Segafredo   | 7      |
| 5 | Anton Vorobyev       | Russie     | Katusha          | 6      |
| 6 | Bob Jungels          | Luxembourg | Etixx-Quick Step | 5      |
| 7 | Stefan Küng          | Suisse     | BMC Racing       | 4      |
| 8 | Jos van Emden        | Pays-Bas   | Lotto NL-Jumbo   | 3      |
| 9 | Maarten Tjallingii   | Pays-Bas   | Lotto NL-Jumbo   | 2      |
| 10 | Andrey Amador        | Costa Rica | Movistar         | 1      |

### Classement au temps par équipes
| Classement par équipes au temps | Classement par équipes au temps | Classement par équipes au temps | Classement par équipes au temps |
|                                 | Équipe                          | Pays                            | Temps                           |
| ------------------------------- | ------------------------------- | ------------------------------- | ------------------------------- |
| 1re                             | Lotto NL-Jumbo                  | Pays-Bas                        | en 2 h 37 min 39 s              |
| 2e                              | IAM                             | Suisse                          | + 36 s                          |
| 3e                              | Etixx-Quick Step                | Belgique                        | + 2 min 13 s                    |
| modifier                        |                                 |                                 |                                 |

### Classement aux points par équipes
| Classement par équipes aux points | Classement par équipes aux points | Classement par équipes aux points | Classement par équipes aux points | Classement par équipes aux points |
|                                   | Équipes                           | Pays                              |                                   | Point(s)                          |
| --------------------------------- | --------------------------------- | --------------------------------- | --------------------------------- | --------------------------------- |
| 1re                               | Lotto NL-Jumbo                    | Pays-Bas                          |                                   | 65                                |
| 2e                                | IAM                               | Suisse                            |                                   | 60                                |
| 3e                                | Trek-Segafredo                    | États-Unis                        |                                   | 18                                |
| modifier                          |                                   |                                   |                                   |                                   |

## Classements à l'issue de l'étape

### Classement général
| Classement général | Classement général | Classement général | Classement général | Classement général |
|                    | Coureur            | Pays               | Équipe             | Temps              |
| ------------------ | ------------------ | ------------------ | ------------------ | ------------------ |
| 1er                | Gianluca Brambilla | Italie             | Etixx-Quick Step   | en 34 h 33 min 4 s |
| 2e                 | Bob Jungels        | Luxembourg         | Etixx-Quick Step   | + 1 s              |
| 3e                 | Andrey Amador      | Costa Rica         | Movistar           | + 32 s             |
| 4e                 | Steven Kruijswijk  | Pays-Bas           | Lotto NL-Jumbo     | + 51 s             |
| 5e                 | Vincenzo Nibali    | Italie             | Astana             | + 53 s             |
| 6e                 | Alejandro Valverde | Espagne            | Movistar           | + 55 s             |
| 7e                 | Tom Dumoulin       | Pays-Bas           | Giant-Alpecin      | + 58 s             |
| 8e                 | Mikel Landa        | Espagne            | Sky                | + 1 min 18 s       |
| 9e                 | Rafał Majka        | Pologne            | Tinkoff            | + 1 min 45 s       |
| 10e                | Jakob Fuglsang     | Danemark           | Astana             | + 1 min 51 s       |
| modifier           |                    |                    |                    |                    |

### Classement du meilleur jeune
| Classement du meilleur jeune | Classement du meilleur jeune | Classement du meilleur jeune | Classement du meilleur jeune | Classement du meilleur jeune |
|                              | Coureur                      | Pays                         | Équipe                       | Temps                        |
| ---------------------------- | ---------------------------- | ---------------------------- | ---------------------------- | ---------------------------- |
| 1er                          | Bob Jungels                  | Luxembourg                   | Etixx-Quick Step             | en 34 h 33 min 5 s           |
| 2e                           | Carlos Verona                | Espagne                      | Etixx-Quick Step             | + 4 min 47 s                 |
| 3e                           | Davide Formolo               | Italie                       | Cannondale                   | + 5 min 21 s                 |
| 4e                           | Sebastián Henao              | Colombie                     | Sky                          | + 11 min 52 s                |
| 5e                           | Valerio Conti                | Italie                       | Lampre-Merida                | + 12 min 7 s                 |
| modifier                     |                              |                              |                              |                              |

### Classement aux points
| Classement par points | Classement par points | Classement par points | Classement par points | Classement par points |
| --------------------- | --------------------- | --------------------- | --------------------- | --------------------- |
|                       | Coureur               | Pays                  | Équipe                | Point(s)              |
| 1er                   | André Greipel         | Allemagne             | Lotto-Soudal          | 119 points            |
| 2e                    | Arnaud Démare         | France                | FDJ                   | 91 pts                |
| 3e                    | Maarten Tjallingii    | Pays-Bas              | Lotto NL-Jumbo        | 82 pts                |
| 4e                    | Giacomo Nizzolo       | Italie                | Trek-Segafredo        | 78 pts                |
| 5e                    | Tom Dumoulin          | Pays-Bas              | Giant-Alpecin         | 58 pts                |
| modifier              |                       |                       |                       |                       |

### Classement du meilleur grimpeur
| Classement du meilleur grimpeur | Classement du meilleur grimpeur | Classement du meilleur grimpeur | Classement du meilleur grimpeur | Classement du meilleur grimpeur |
| ------------------------------- | ------------------------------- | ------------------------------- | ------------------------------- | ------------------------------- |
|                                 | Coureur                         | Pays                            | Équipe                          | Point(s)                        |
| 1er                             | Tim Wellens                     | Belgique                        | Lotto-Soudal                    | 21 points                       |
| 2e                              | Damiano Cunego                  | Italie                          | Nippo-Vini Fantini              | 20 pts                          |
| 3e                              | Gianluca Brambilla              | Italie                          | Etixx-Quick Step                | 16 pts                          |
| 4e                              | Alessandro Bisolti              | Italie                          | Nippo-Vini Fantini              | 16 pts                          |
| 5e                              | Stefan Küng                     | Suisse                          | BMC Racing                      | 15 pts                          |
| modifier                        |                                 |                                 |                                 |                                 |

### Classements par équipes

#### Classement au temps
| Classement par équipes au temps | Classement par équipes au temps | Classement par équipes au temps | Classement par équipes au temps |
|                                 | Équipe                          | Pays                            | Temps                           |
| ------------------------------- | ------------------------------- | ------------------------------- | ------------------------------- |
| 1re                             | Etixx-Quick Step                | Belgique                        | en 103 h 41 min 2 s             |
| 2e                              | Movistar                        | Espagne                         | + 2 min 49 s                    |
| 3e                              | Astana                          | Kazakhstan                      | + 4 min 13 s                    |
| modifier                        |                                 |                                 |                                 |

#### Classement aux points
| Classement par équipes aux points | Classement par équipes aux points | Classement par équipes aux points | Classement par équipes aux points | Classement par équipes aux points |
|                                   | Équipes                           | Pays                              |                                   | Point(s)                          |
| --------------------------------- | --------------------------------- | --------------------------------- | --------------------------------- | --------------------------------- |
| 1re                               | Etixx-Quick Step                  | Belgique                          |                                   | 261                               |
| 2e                                | Lotto NL-Jumbo                    | Pays-Bas                          |                                   | 230                               |
| 3e                                | Lotto-Soudal                      | Belgique                          |                                   | 181                               |
| modifier                          |                                   |                                   |                                   |                                   |

### Abandons
- 64 -  Marcel Kittel (Etixx-Quick Step) : non partant